# Boog and Elliot’s Midnight Bun Run
Boog and Elliot’s Midnight Bun Run – amerykański film krótkometrażowy z 2007 roku, zrealizowany przez wytwórnię Sony Pictures Animation. Jest to spin-off filmu Sezon na misia (Open Season). Boog and Elliot’s Midnight Bun Run znajduje się wśród dodatków wydań DVD Sezonu na misia.

## Fabuła
Boguś i Elliot zostają przetransportowani do przyszłości, gdzie ma zostać ogłoszony koniec zawodów z biegami. Niedźwiadek i jelonek postanawiają temu zapobiec. W misji pomaga im Gizela, także wysłana w przyszłość.

## Obsada
wersja oryginalna
- Martin Lawrence – Boog[3][4] (Boguś)
- Ashton Kutcher – Elliot[5][4]
- Georgia Engel – Bobbie[3]
- Gordon Tootoosis – Gordy[3][4]
- Cody Cameron – Mr. Weenie[4] (Pan Weenie)
- Sonja Richter – Gizela[5]
- Nika Futterman – Rosie[5][4]

wersja polska
- Jarosław Boberek – Boguś
- Dariusz Toczek – Elliot
- Aneta Todorczuk-Perchuć – Gizela
- Paweł Galia – kaczka Deni
- Janusz Zadura – kaczka Serge

i inni